# Esnotz
Esnotz en basque (Esnoz en espagnol) est un village situé dans la commune de Erro dans la Communauté forale de Navarre, en Espagne. Il est doté du statut de concejo.
Esnotz est situé dans la zone linguistique bascophone de Navarre.